# Broekerhaven
Broekerhaven (1575 Broeckerhaven) is een haven en buurtschap in de gemeente Stede Broec, in de Nederlandse provincie Noord-Holland.
De haven bestaat uit een binnen- en buitenhaven. Bekend in Broekerhaven is de overhaal; mogelijk was er zo'n aanhaal ook al bij de haven nadat de aanleg was voltooid, dit om het niveauverschil tussen de Zuiderzee en het water in de polder te overbruggen. De huidige overhaal wordt nog altijd gebruikt voor het toerisme en is een rijksmonument.

## Geschiedenis
Broekerhaven is ontstaan toen in 1415 de stede Grootebroek toestemming kreeg een haven te bouwen in het zuidelijke achterland van de stad. De stede Grootebroek bestond uit de dorpen Bovenkarspel, Grootebroek, Lutjebroek en Hoogkarspel, die onder een gemeenschappelijk stadsbestuur vielen. Het duurde echter tot 1449 tot er daadwerkelijk gestart kon worden met de aanleg van de haven. De reden was dat de naastgelegen stad Enkhuizen enorm tegen de aanleg was. Nog erger maakte het dat in de Hoekse en Kabeljauwse twisten Broek voor Jacoba van Beieren was en Enkhuizen voor Filips van Bourgondië.

Dit leidde tot een aantal schouwspellen tussen de twee steden. Grootebroek verloor haar stadsrechten nadat de Hoekse en Kabeljauwse Twisten in het voordeel van Filips waren beslecht, waardoor er geen haven zou kunnen komen. Maar nadat de Broekers steun- en aanhankelijkheidsbetuigingen deden aan Filips kreeg in 1436 de stede haar rechten weer terug en werd het het plan van de haven weer van de plank gehaald. In 1448 keurde men dat goed en zo begon men op 30 juli 1449 met doorgraven van de zeedijk om de haven aan te leggen. 

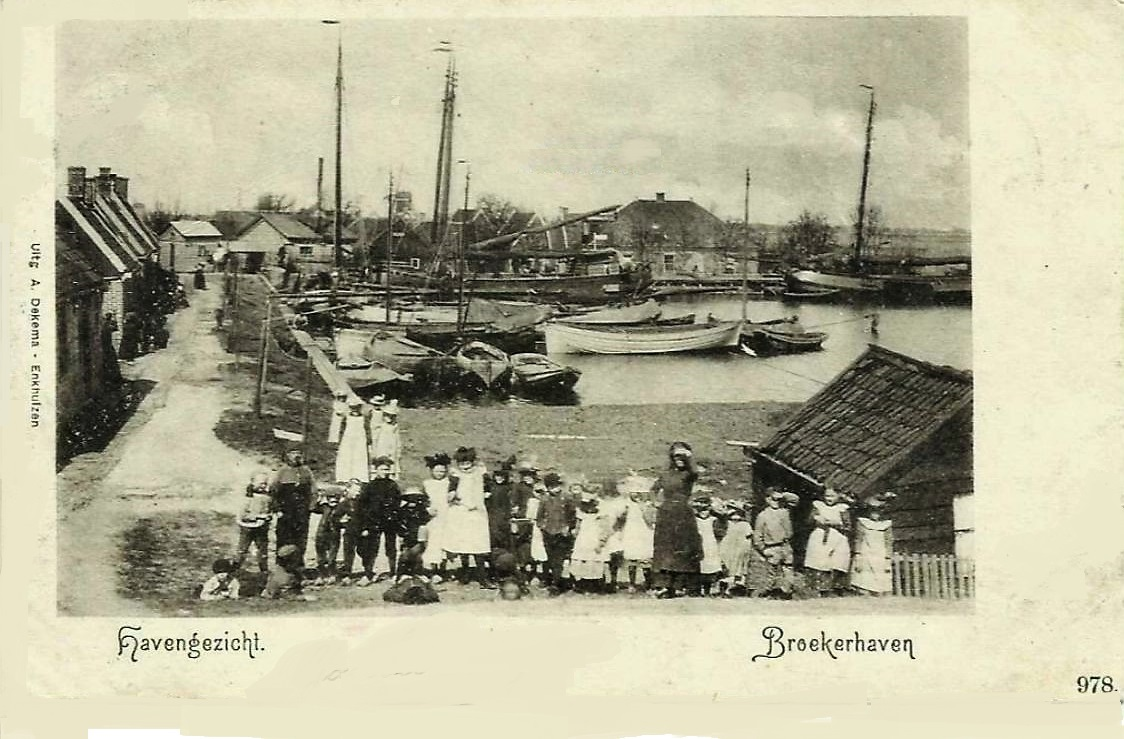
Ansichtkaart van Broekerhaven de haven ± 1900

### Opname in Bovenkarspel
Bij de haven groeide naast de gewone bedrijvigheid ook een woonkern, deze kern kreeg dezelfde naam als de haven en viel buiten de bebouwing van Bovenkarspel. Bij het uit elkaar vallen van de dorpenstad in diverse afzonderlijke gemeenten in 1807 werd Broekerhaven onderdeel van de gemeente Bovenkarspel, en zelfs van het dorp Bovenkarspel. Broekerhaven bleef echter toch nog  lang een enigszins losstaande buurt met een eigen karakter. Maar tegen het eind van de twintigste eeuw maakte de wijk Plan Zuid, in de polder tussen Broekerhaven en Bovenkarspel, daar een einde aan en sindsdien zijn de twee aan elkaar vastgebouwd. De gemeente Bovenkarspel was overigens toen al opgegaan in de gemeente Stede Broec.

## Zie ook

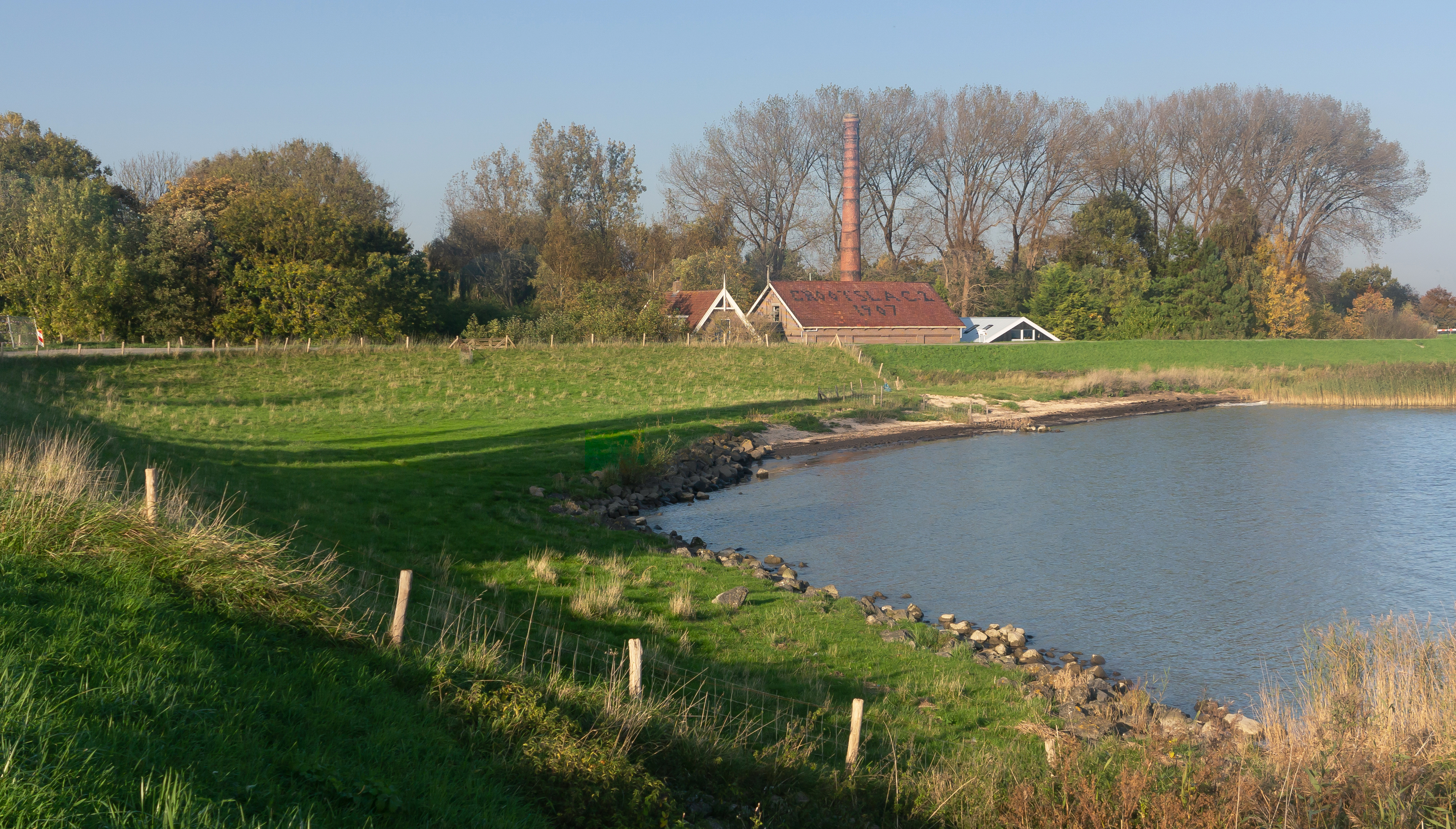
Broekerhaven, voormalige stoomgemaal Grootslag ll